# قلعه ضحاک
دژ آژدهاک یا دژ ضحاک (زهاک) یا نارین قالا یا فاناسپا با پیشینه ی تاریخی بیش از ۲۰۰۰ سال در ۲۰ کیلومتری جنوب شرقی شهرستان هشترود در استان آذربایجان شرقی در ایران واقع شده‌است. نام محلی این مکان تاریخی نارین قالا است.

## موقعیت
این قلعه در ۲۰ کیلومتری جنوب شرقی شهرستان هشترود، شرق ایستگاه راه‌آهن خراسانک (هشترود) و مجاورت روستای عربلو واقع است.
این قلعه در ۲۲ درجه و ۳۷ دقیقه عرض شمالی و ۹ درجه و ۴۷ دقیقه طول شرقی و در ارتفاع ۱۸۰۰ متری از سطح دریاهای آزاد واقع شده‌است. قلعه ضحاک در ارتفاعات کوهستانی محلی در پیچ رودخانه قرانقوچای و شرق کوه‌های سرملو و ایستگاه خراسانک و جنوب روستای عربلو و غرب روستای دلمه و شمال روستاهای دانقاران و خواجه محمود قرار گرفته‌است. رودخانه قرانقو در مسیر خود بعد از عبور از جنوب ایستگاه خراسانک به طرف شرق بعد از سه کیلومتر طی مسیر کنار خط آهن خراسانک میانه جهت جریان خود را در دهانه تونل دوم به شمال تغییر داده و بعد از نیم طوافی شاخه شور چای را دریافت کرده و به طرف میانه و قزل اوزن سرازیر می‌شود.

## پیشینه
دیرینگی دژ ضحاک به دوره اشکانیان (پارت) و ساسانیان بازمی‌گردد و در تاریخ نام‌های گوناگونی از جمله قلعه ضحاک، دژ اژدهاک، قیز قلعه‌سی، داش قلعه‌سی، باروآس، رویی‌دژ و قلعه گویی یاد شده‌است.
از چگونگی استفاده از این سازه در دوران اشکانی و همچنین دوران پس از اسلام، آگهی چندانی در دست نیست. در واقع این سازه نیز همانند سازه های شناخته شده  به قلعه دختر است که نمونه‌هایی از آن را در فیروزآباد و همچنین ارگ بم می‌توان یافت؛ و این سازه ممکن است نمونه‌ای از پرستشگاه آناهیتا باشد. آناهیتا ایزدبانویی است که در آیین‌های مذهبی ایران‌باستان جایگاه والایی دارد و در باور ایرانیان باستان این ایزد با صفات نیرومندی، زیبایی و خردمندی به رُخنمون ایزدبانوی عشق و باروری درمی‌آید؛ چون چشمه زندگانی از وجود او می‌جوشد. او ایزدبانویی پسندیده ای بوده و این باور وجود داشته که آناهیتا در بلندترین رده ی آسمان زندگی می‌کند. به همین شَوَند بیشتر پرستشگاه های آناهیتا را بر بلندی‌ها می‌ساختند تا از آلودگی‌ها و دسترس دشمنان در پناه باشد. به همین شَوَند به نظر می‌رسد دژ ضحاک هم نمونه‌ای از پرستشگاه های آناهیتا باشد.
این دژ تاریخی، احتمالاً بازمانده‌ای از دوران اشکانیان، یا پرستشگاهیزردشتی یا مکانی برای پادگان نظامی محلی بوده‌است. طاق این دژ، در کنار آثار به جا مانده در تپه میل، از نمونه‌های معماری روزگار اشکانی است که سپس‌تر به شکلی کامل‌تر و شکوهمندتر در طراحی ایوان خسرو در تیسفون دیده می‌شود. دژ ضحاک نخستین بار در سال ۱۹۷۱ توسط یک هیئت باستانشناسی آلمانی بررسی شد. آثار برجای مانده از برج‌های نیم استوانه‌ای به نام دروازه دژ و پوشش دیوارها که از سنگ‌های چهارگوش مستطیلی می‌باشد، نشان دهنده دیرینگی سازه تا دوره ساسانی می‌باشد ولی سفال‌های به دست آمده نشان دهنده سده‌های ششم و هفتم هجری است. این بنا تا دوره اسماعیلیه هم کاربرد داشته و بسیار آباد بوده‌است.
قلعه ضحاک نخستین بار توسط یک هیئت باستانشناسی آلمانی در سال ۱۹۷۱ میلادی مورد کاوش و بررسی قرار گرفت. چهارطاقی تنها بنای به جامانده از دژ عظیم ضحاک است.

## روایت‌های اسطوره‌ای
ضحاک از پادشاهان اسطوره ای ایرانیان است، در شاهنامه پسر مرداس و فرمانروای دشت نیزه وران است. او پس از کشتن پدرش به ایران می‌تازد و جمشید را می‌کشد و بر تخت شاهی می‌نشیند. با بوسهٔ ابلیس، بر دوش ضحاک دو مار می‌روید. ابلیس به دست یاری او آمده و می‌گوید که باید در هر روز مغز سر دو جوان را به مارها خوراند تا گزندی به او نرسد و بدینسان روزگار فرمانروایی او هزار سال به درازا می‌کشد تا این که آهنگری به نام کاوه به پا می‌خیزد، چرم پارهٔ آهنگری اش (درفش کاویانی) را برمی‌افرازد و مردم را به پشتیبانی فریدون و جنگ با ضحاک می‌خواند. فریدون ضحاک را در البرز کوه (دماوند) به بند می‌کشد.
ضحاک که در اصل «آژی‌دهاک» بوده، که به معنی دروغ و فریب است و معمولاً لقبی برای اهریمن یا دیوی خاص بوده‌است. در افسانه‌ها آمده که ضحاک به آناهیتا پیشنهاد صد اسب، هزار گاو نر و ۱۰ هزار گوسفند کرد تا بتواند زمین را از جمعیت تهی کند ولی آناهیتا نپذیرفت.

## معماری
قلعه ضحاک با بیش از سه هزار سال قدمت از دژهای مهم اقوام مانایی و مادها بوده‌است. از این قلعه که به عنوان یک دژ استفاده می‌شده، از سه طرف مشرف به پرتگاه بوده و دیوارهای آن کنده‍کاری شده‌است. در این قلعه مخازن سنگ، آب انبار، آسیاب، سالن شورا، حمام و ده‌ها آثار دیگر وجود دارد.
این مجموعه باستانی در محوطه کوهستانی سرمه‌لو و در احاطه دو رودخانه قرانقو و شورچایی واقع شده‌است. مجموعه باستانی قلعه ضحاک در حدود ۱۰ کیلومتر طول و ۲–۱ کیلومتر عرض دارد. تنها بنای خارج از خاک که تقریباً سالم باقی‌مانده‌است عبارت است از یک چهار طاقی، که در اثر مرور زمان پوشش طاق و یکی از پایه‌های آن تخریب شده که مورد مرمت قرار گرفته‌است. حاصل کاوش در دو فصل گذشته، کشف یک تالار وسیع ۱۱× ۱۱متر با راهروهای جانبی مقادیر زیادی گچ‌بری در طرح و نقش‌های متنوع که بیش‌تر با رنگ‌های اخرائی، زرد، آبی و سبز تزئین شده‌اند. این نقوش، شامل نقوش برجسته انسانی و حیوانی، نقوش هندسی وگل و گیاه است. مصالح به کار رفته در این چهارطاقی آجر و گچ می‌باشد. ابعاد آجرها ۳۲×۳۲ و به ارتفاع ۱۰ سانتی‌متر می‌باشد. این مجموعه در روی تپه‌ای که سطح آن نسبتاً مسطح می‌باشد واقع شده‌است. ماحصل عملیات کاوش درمنطقه نشان‌گر استقرار تمدن پارتی است.
نیمی از اتاق‌های قلعه بی‌سقف در زمین کنده شده و نیم دیگر در کوه و به صورت حفره‌ای درآورده شده‌است. اغلب این حفره‌ها چاله آبی هم (آب انبار) دارند. همچنین بر دیوارهای این حفره‌های سنگی، طاقچه‌های کوچکی کنده شده‌است. در قلعه ضحاک، تک حفره‌هائی نیز دیده می‌شود که تمام آن را در صخره‌های عمودی کوه کنده‌اند. علاوه بر اینها، آب چشمه‌ای که در دامنه کوه مقابل قرار دارد با فشار متوسط لوله‌هایی که در زمین کار گذاشته شده از روی پشته مابین گذشته و به بلندای قلعه می‌رسد. مسیر لوله آب از روی بستری که در زمین به وضوح نمایان است معلوم می‌گردد به علاوه تکه‌های متعددی از لوله‌های گلی و بقایائی از قالب سنگی که با بی‌قیدی از بستر کنده شده‌است در اطراف دیده می‌شود. بستر لوله به عرض ۵۰ سانتی‌متر و عمق آن حداقل یک متر بوده‌است. لوله‌های گلی تقریباً از تکه‌های خورد تکمیل شده در یکدیگر رفته و در بستر قرار گرفته‌اند.
به غیر از قلعه در پای کوه قبرستانی نیز وجود دارد که در آن مجسمه سنگی قوچی قرار داشته‌است.
مجموعه باستانی قلعه ضحاک در حدود ۱۰ کیلومتر طول و ۲–۱ کیلومتر عرض دارد. تنها بنای خارج از خاک که تقریباً سالم باقی مانده‌است عبارت است از یک چهار طاقی، که در اثر مرور زمان پوشش طاق و یکی از پایه‌های آن به گفته اهالی به دست یک افسر انگلیسی (شاید همان کاشف این قعله) در زمان جنگ جهانی دوم برای یافتن کتیبه و عتیقه جات در زیر پایه طاق‌های آن تخریب شده که مورد مرمت قرار گرفته‌است. حاصل کاوش در دو فصل گذشته، کشف یک تالار وسیع ۱۱× ۱۱متر با راهروهای جانبی مقادیر زیادی گچبری در طرح و نقشهای متنوع که بیش‌تر با رنگهای اخرائی، زرد، آبی و سبز تزئین شده‌اند. این نقوش، شامل نقوش برجسته انسانی و حیوانی، نقوش هندسی و گل و گیاه است. مصالح به کار رفته در این چهار طاقی آجر و گچ می‌باشد. ابعاد آجرها ۳۲×۳۲ و به ارتفاع ۱۰ سانتیمتر است. این مجموعه در روی تپه ای که سطح آن نسبتاً مسطح می‌باشد واقع شده‌است.
در سه کیلومتری ایستگاه خراسانک و بر فراز کوهساری که تونل مستقیم و طویل دو کیلومتری راه‌آهن مراغه به میانه از آن می‌گذرد بقایای این قلعه به چشم می‌خورد. عده ای از باستان شناسان بنای این قلعه را متعلق به دورهٔ مادها می‌دانند که بعدها نیز در دوران هخامنشی، اشکانی، ساسانی مورد استفاده قرار گرفته و در دوره‌های اسلامی به صورت دژ و سیخ بزرگی درآمده است. آنچه امروزه بیش از هر چیزی جلب توجه می‌کند چهارطاق زیبایی از عهد ساسانی است. این بنا دارای سقفی با پوشش ضربی است. به گفته برخی از باستانشناسان برخلاف طاق‌های دیگر دوره ساسانی از این چهارطاق به عنوان افروختن آتش استفاده نمی‌شد بلکه به عنوان برج دیده‌بانی که مشرف به دره‌ها و دشت‌های اطراف بوده‌است به کار می‌رفت. مصالح این قلعه به خصوص چهار طاق‌های آن از آجرهای بزرگ سرخ رنگ می‌باشد که مانند بسیاری از بناهای دورهٔ ساسانی آجرهای آن به صورت افقی و قائم روی هم قرار گرفته‌است. بقایای دیواره‌های سنگی و گچی قلعه ضحاک ظاهراً از دوران ما قبل اسلام است و احتمال می‌رود در قرون سه و چهار تعمیرات و الحاقاتی در آن صورت گرفته شده‌است.

## آسیب
این قلعه از تاراج و کندوکاوهای غیرمجاز در امان نبوده و فضای اطراف قلعه پوشیده از حفره‌هایی است که توسط غارتگران برای به‌دست آوردن عتیقه، زیرورو شده‌است.

## نگارخانه
مهم‌ترین این نگاره‌ها، شاهینی است که پنجه بر پشت گاو زده و بسیار شبیه به میترا در آیین مهر است.
این نگاره در یک فضای ۱۲۱ متر مربعی به دست آمده‌است و در کنار آن نگاره‌های دیگری همچون یک سرباز پارتی، سر چند شیر در حال غرش، تصویر یک ایزدبانو، تصویر یک مرد در درون گل نیلوفر یا پرتوهای خورشید، به دست آمده‌است.

دورنمای قلعه ضحاک عجب‌شیر از سد قلعه چاییدورنمای قلعه ضحاک عجب‌شیر از سد قلعه چایی
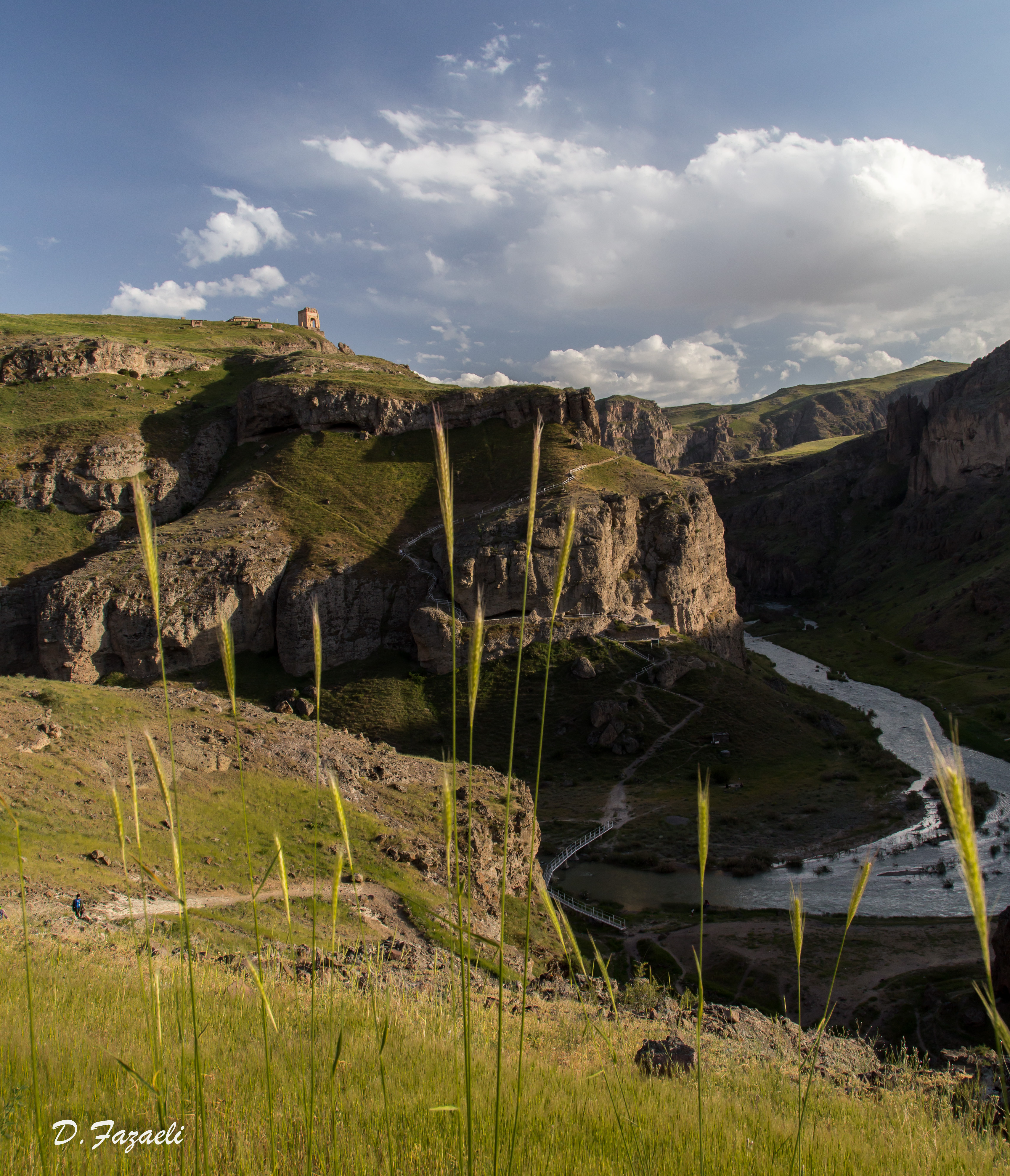
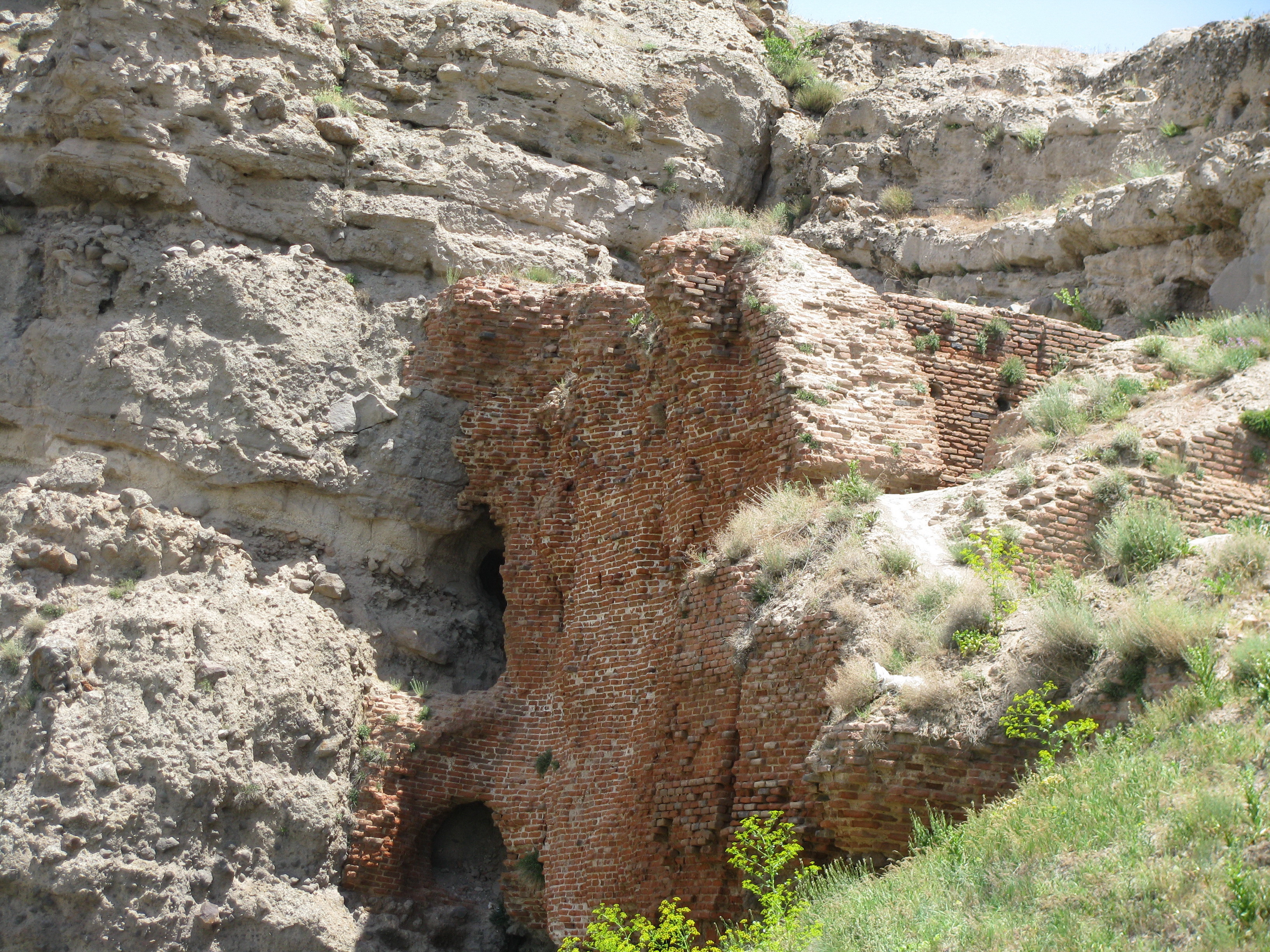
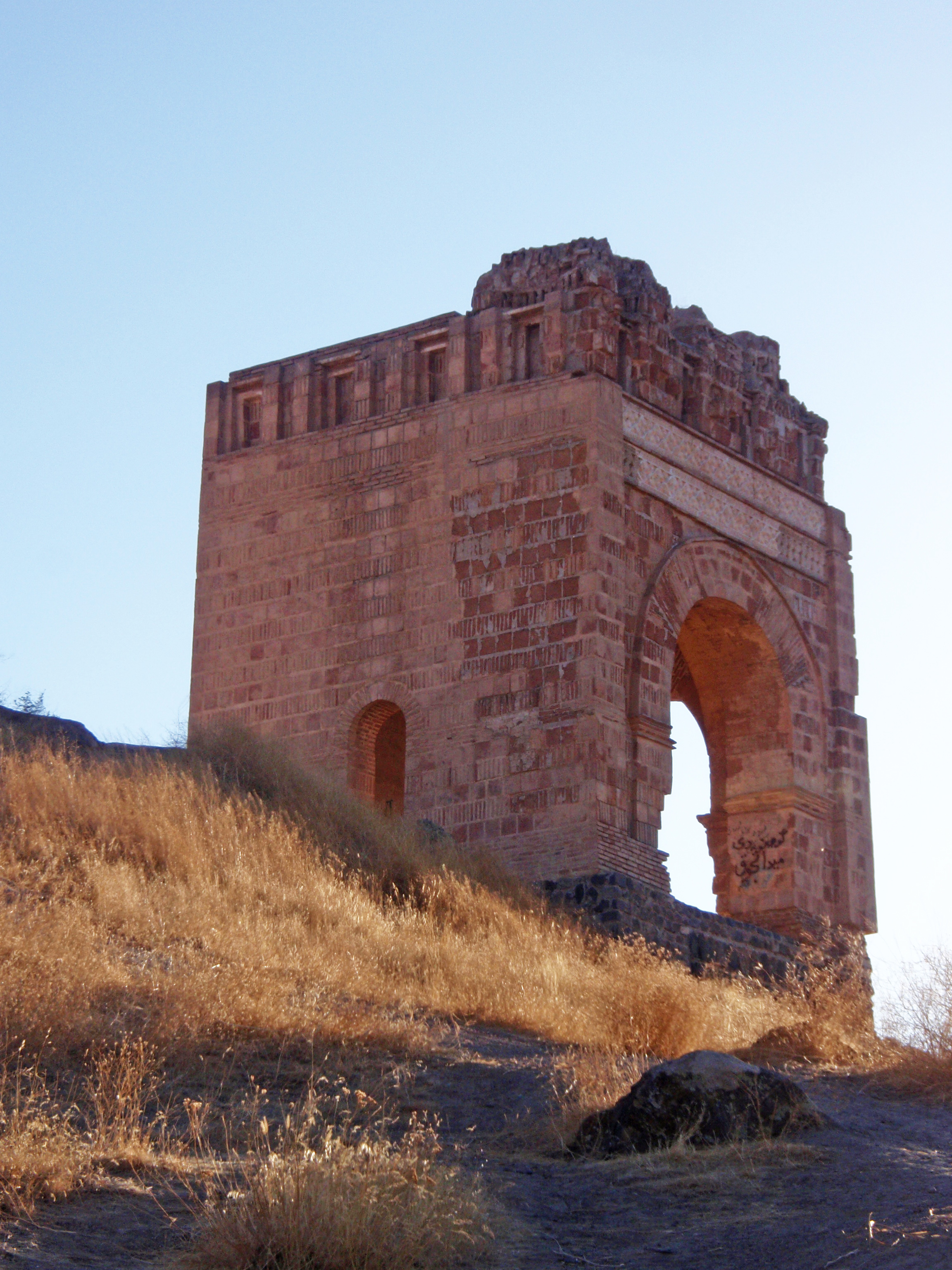
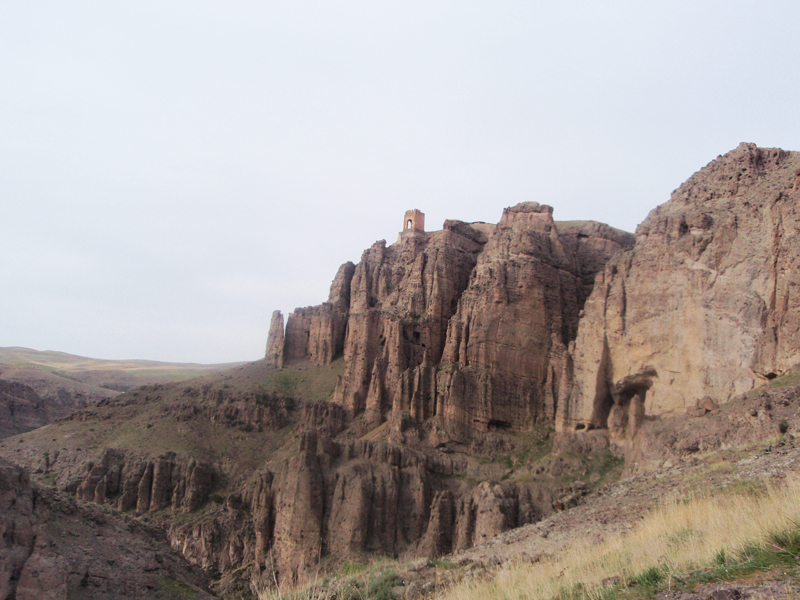
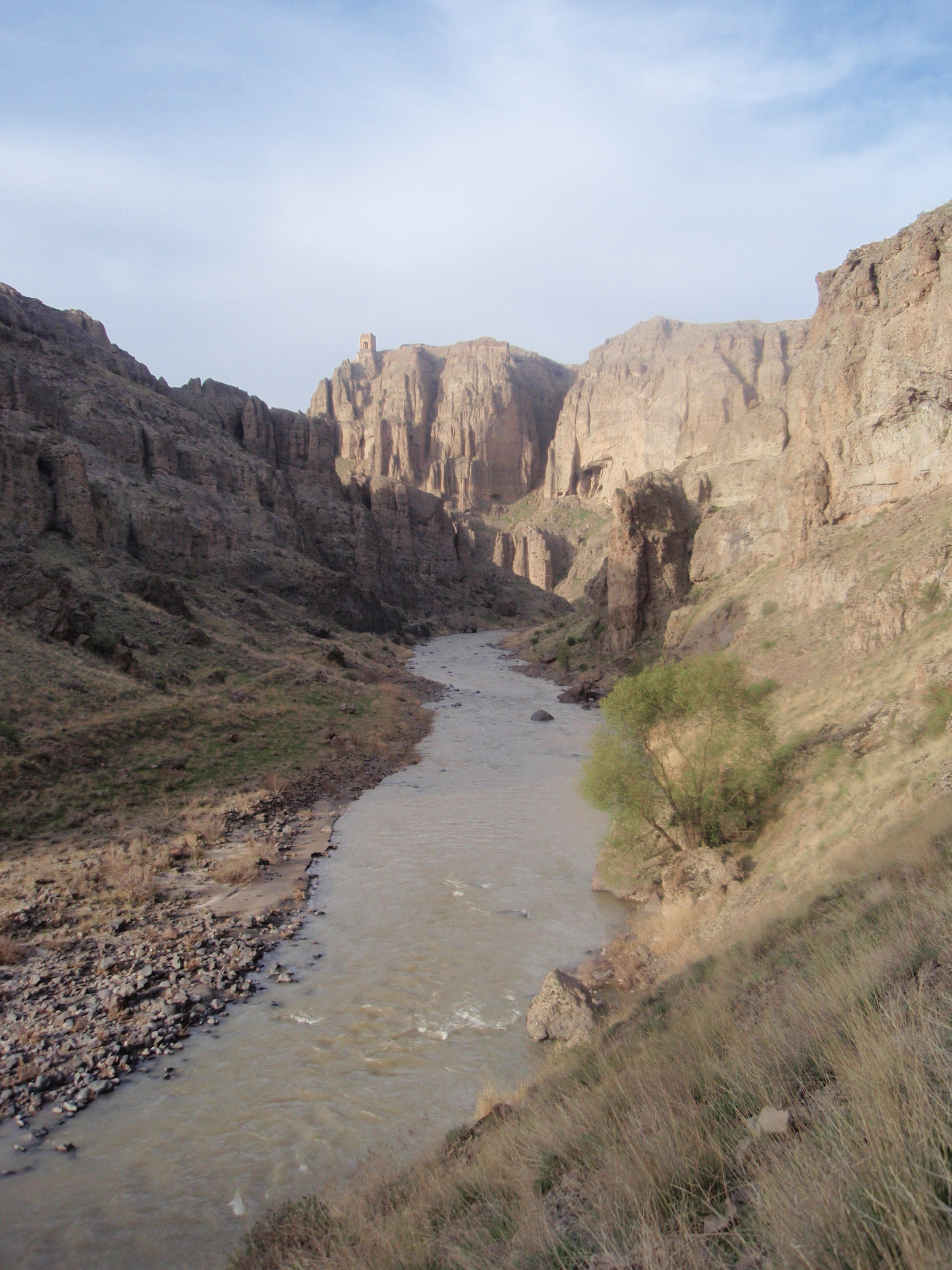
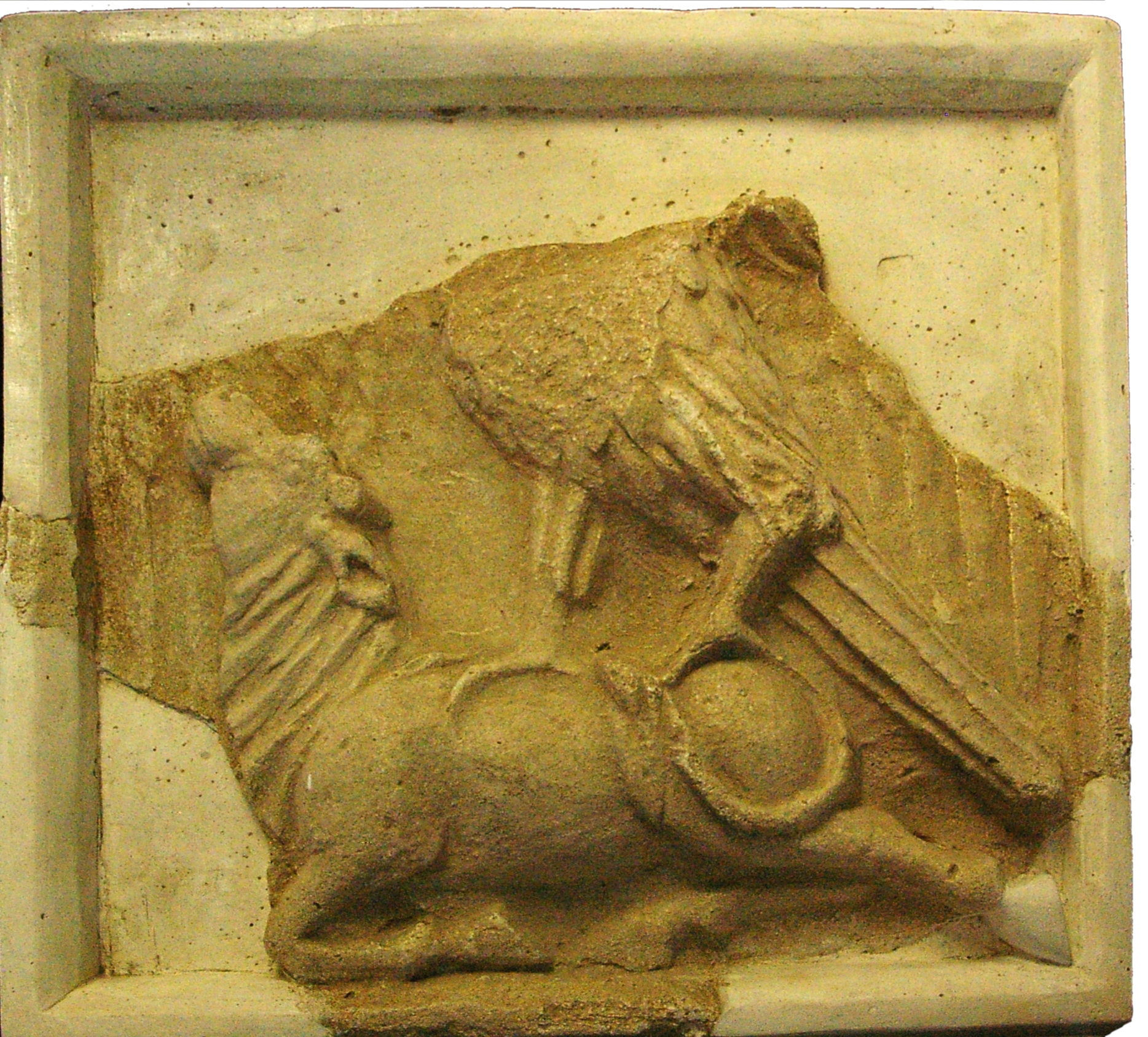
گچبری کشف شده در قلعه ضحاک، موزه آذربایجان، تبریز
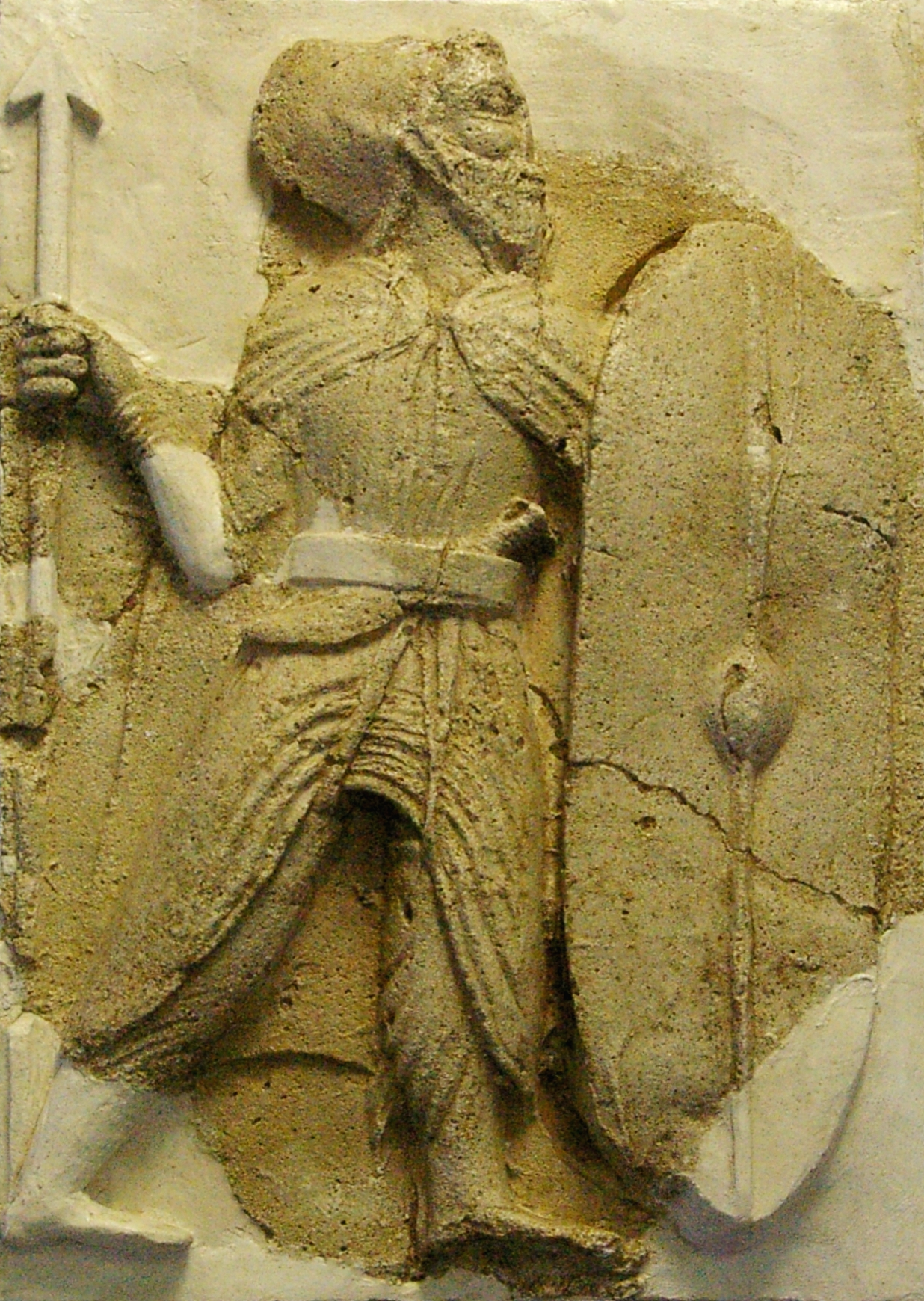
گچبری کشف شده از قلعه ضحاک، موزه آذربایجان، تبریز
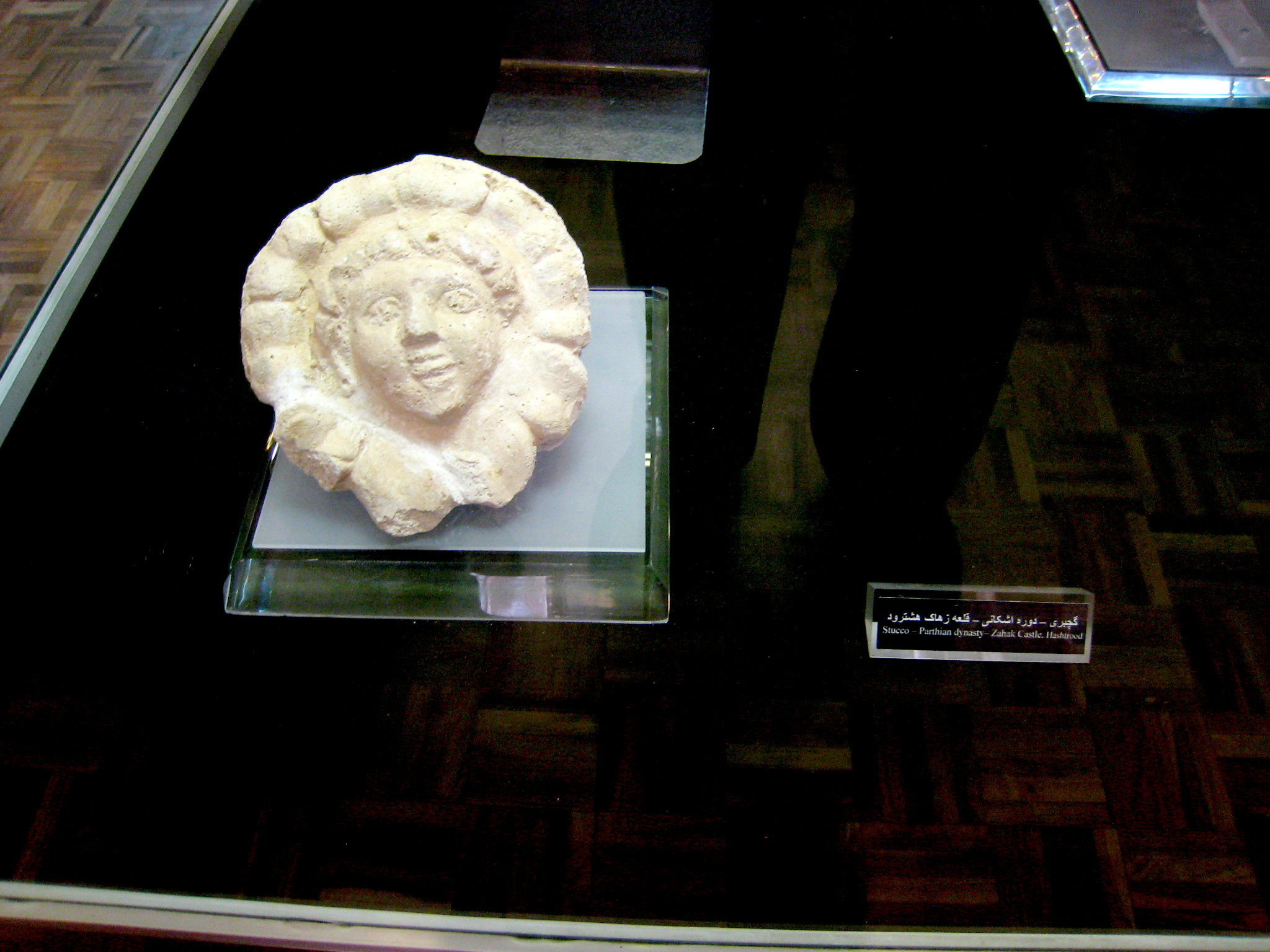
نگاره گچی از دژ ضحاک، موزه آذربایجان
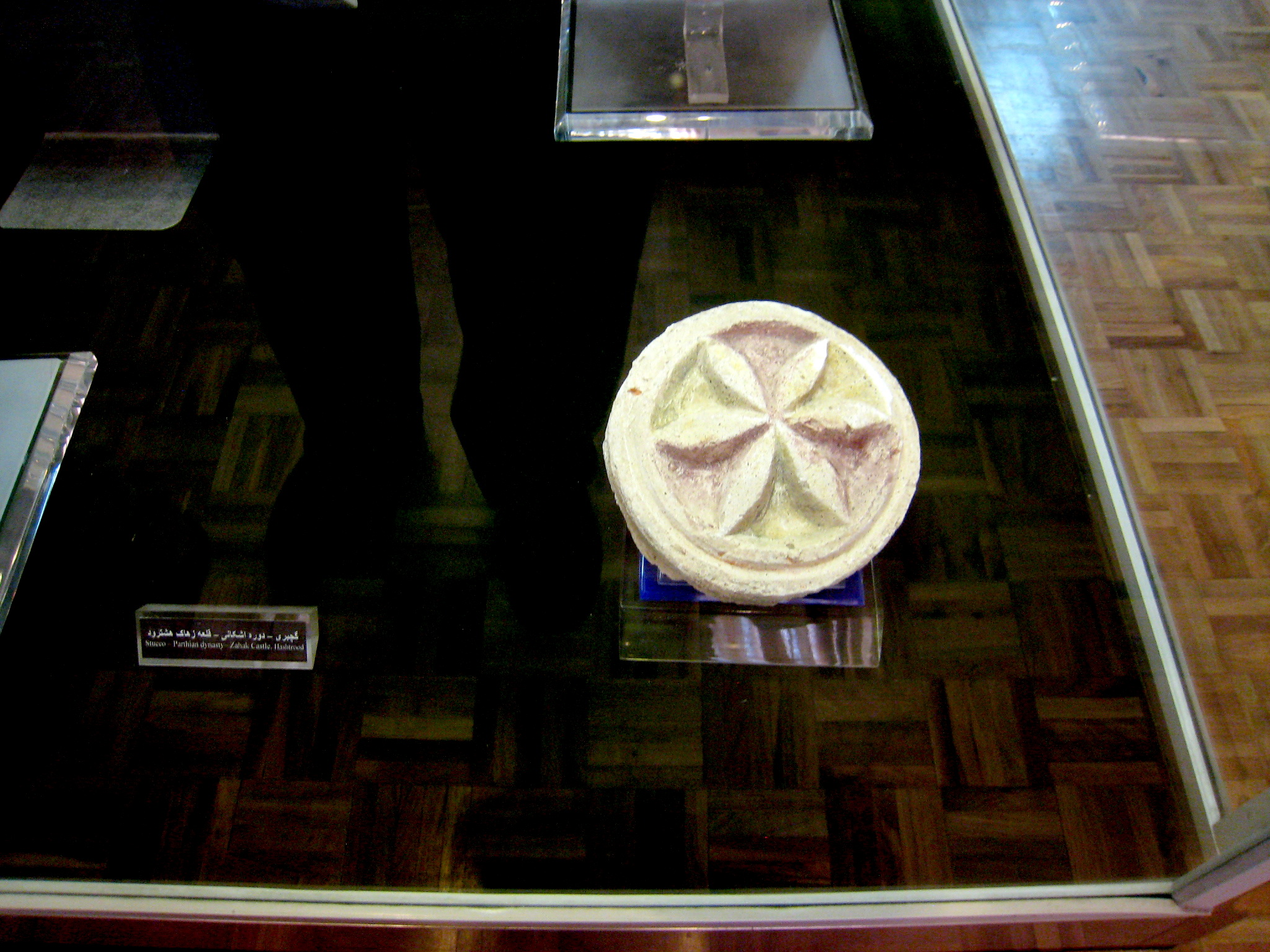
گچبری دژ ضحاک، موزه آذربایجان، رنگهای سرخ و زرد بین گلبرگها هنوز قابل تشخیص هستند
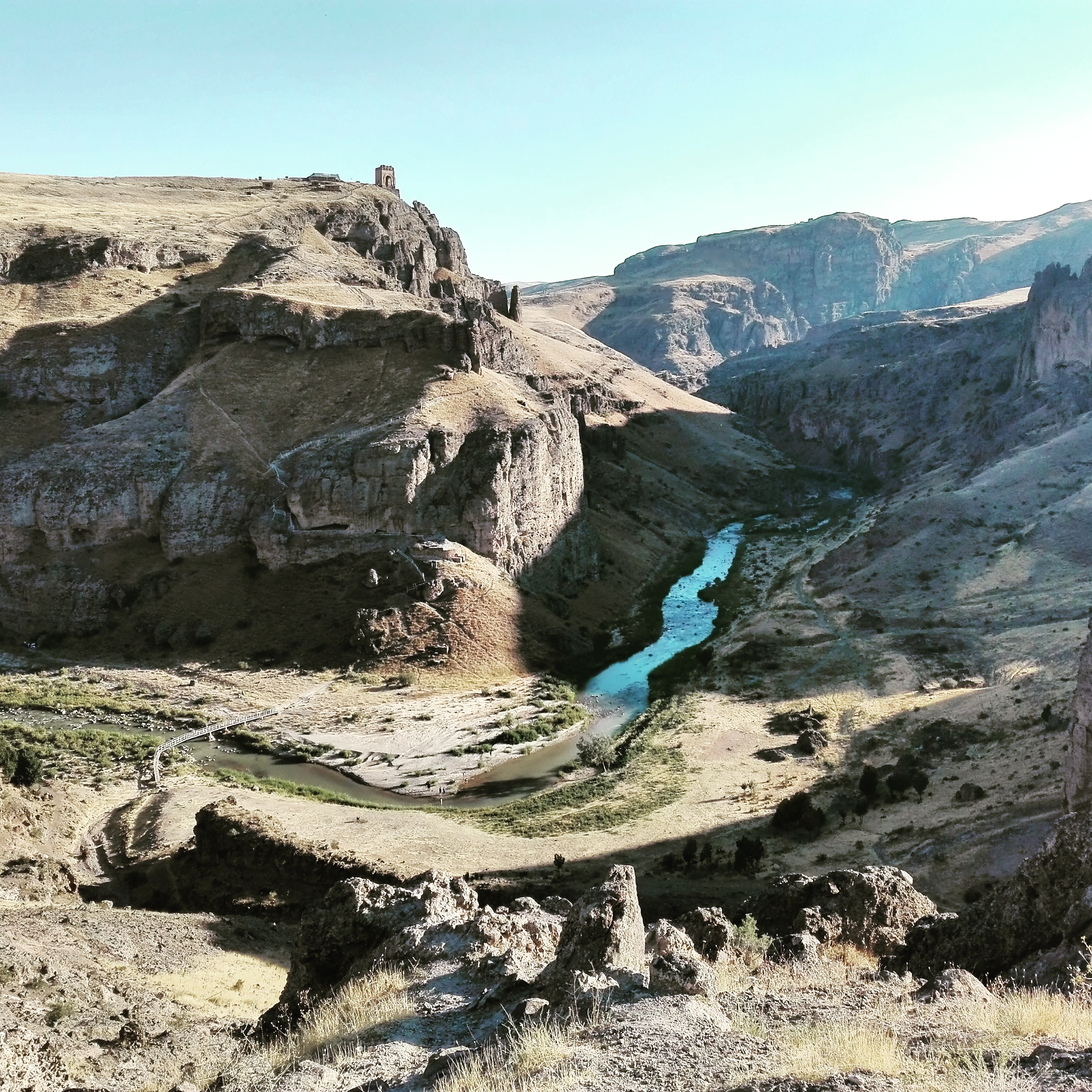
دورنمایی از خود قلعه (ضحاک) که از انتهای مسیر منتهی به قلعه ضحاک از جاده هشترود-میانه
نگاره قلعه ضحاک پس از بازسازی، سال ۲۰۱۰